# Zodarion gregua
Zodarion gregua là một loài nhện trong họ Zodariidae.
Loài này thuộc chi Zodarion. Zodarion gregua được Robert Bosmans miêu tả năm 1994.